# 스즈키 마사카즈
스즈키 마사카즈(일본어: 鈴木 政一, 1955년 1월 1일 ~ )는 일본의 전 축구 선수, 감독이다.

## 구단 경력
1977년부터 1982년까지 야마하 발동기에서 뛰었다.

## 지도자 경력
은퇴 후에는 야마하 발동기(주빌로 이와타)의 코치를 거쳐, 2000년부터 2002년까지 주빌로 이와타에서 감독을 맡았다. 2002년에 J1리그 우승을 차지하였다.